# Lütje Hörn (Schiff)
Die Lütje Hörn ist ein Seezeichenschiff der Bundesrepublik Deutschland.

## Geschichte
Das Schiff, dessen Bau von der damaligen Sonderstelle für Maschinenwesen in Brake (der späteren Technischen Fachstelle der Wasser- und Schifffahrtsdirektion Nordwest) in Auftrag gegeben worden war, wurde 1990/1991 unter der Baunummer 169 auf der ehemaligen Aluminium-Schiffswerft in Lübeck gebaut. Die Kiellegung fand am 1. August 1990, Taufe und Stapellauf am 2. Oktober 1991 statt. Die Fertigstellung des Schiffes erfolgte im November, die Indienststellung im Dezember 1991.
Das Schiff ersetzte die 1927 gebaute Lütje Hörn und die 1958 gebaute Seeigel. Namensgeber des Schiffes ist die gleichnamige Insel östlich von Borkum.

## Einsatz
Das als Katamaran gebaute Schiff wird vom Wasserstraßen- und Schifffahrtsamt Ems-Nordsee in dessen Amtsbereich auf der Ems und im ostfriesischen Wattenmeer u. a. für Unterhaltungsaufgaben wie das Setzen von Pricken eingesetzt. Durch die Rumpfform kann das Schiff in Wattengebieten trockenfallen.

## Technische Daten und Ausstattung
Das Schiff wird von zwei Zwölfzylinder-Viertakt-Dieselmotoren des Herstellers MTU Friedrichshafen (Typ: 12 V 183) mit einer Leistung von jeweils 650 kW angetrieben. Die Motoren wirken über Getriebe auf zwei Festpropeller. Das Schiff erreicht eine Geschwindigkeit von 15 kn.
Für die Stromversorgung verfügt das Schiff über einen Wellengenerator mit einer Scheinleistung von 49 kVA sowie einen Dieselgenerator mit einer Scheinleistung von 38 kVA. Das Schiff verfügt über die Eisklasse E.